# Louis-Barthélémy Reynaud
Pour les articles homonymes, voir Reynaud.
Louis-Barthélémy Reynaud, 3e baron Reynaud (né le 9 juillet 1806 à Passy et mort le 29 avril 1889 à Moulins) est un banquier et homme politique français.

## Biographie[1]
Fils du général-baron Hilaire Benoît Reynaud et d'Angélique Pelletier de Chambure, il naît à Passy le 9 juillet 1806 et est élevé après le décès de sa mère en 1817 par Mme Fulchiron (1769-1832), fille du directeur de la compagnie de la Guyane française et épouse en 1re et 2de noces d'Aimé et Joseph Fulchiron, oncle et neveu, banquiers originaires de Lyon, cousins germains des Lajard, négociants en toiles de Montpellier. Il fréquente ainsi dès sa jeunesse la grande bourgeoisie d'affaires languedocienne établie à Paris dès la fin de l'Ancien Régime, structurée dans un réseau dense et prestigieux de relations autour des figures de Cambacérès originaire de Montpellier et de Chaptal allié des Lajard.

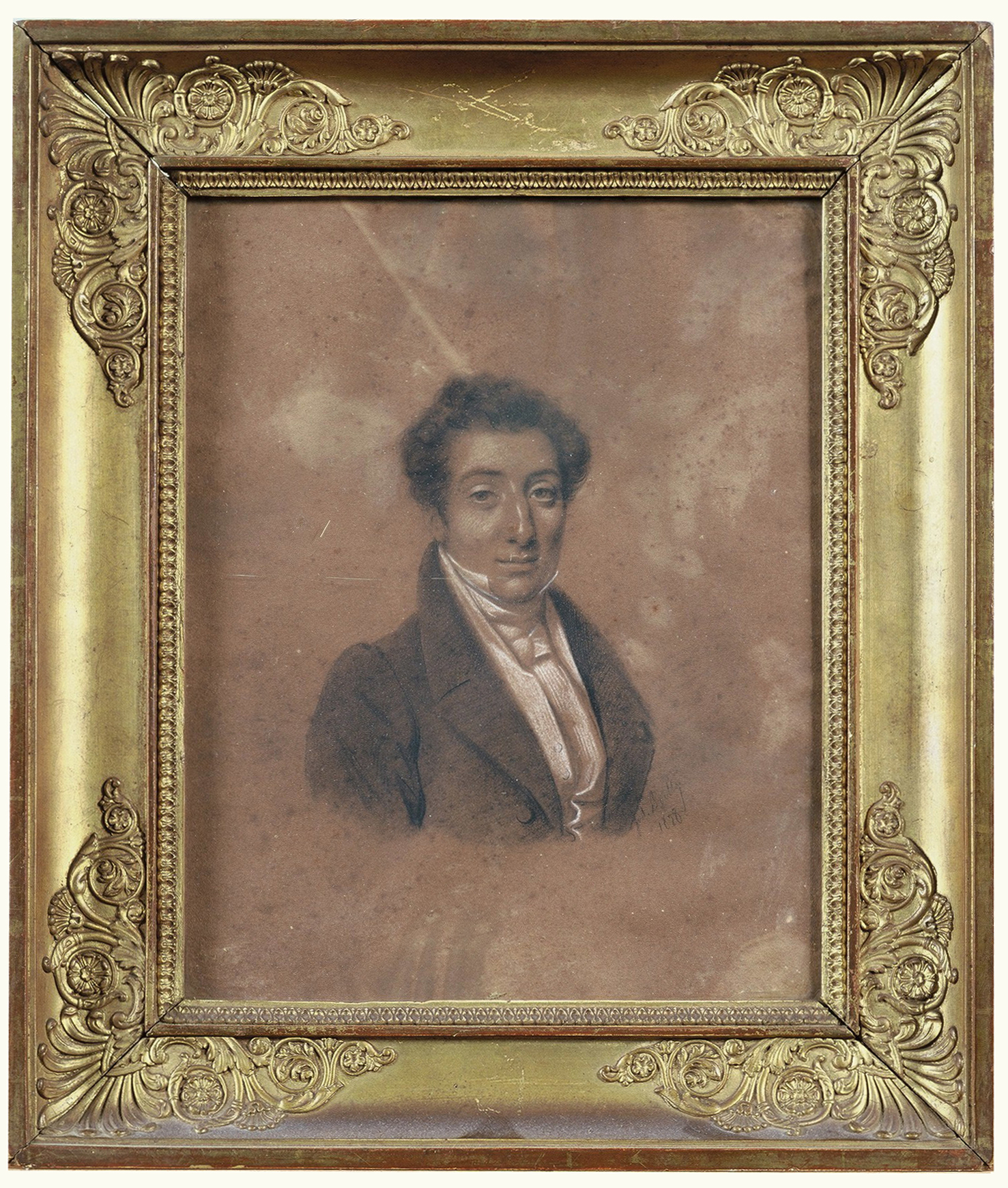
Louis Reynaud par Jules Boilly (1828)

Il débute ses affaires dans l’administration des douanes de Sète, dirigées par son oncle et beau-père Charles Reynaud. En 1835, il s’associe à Barthélemy Lafon pour l’achat et l’expédition des denrées du pays. Ce dernier est un négociant de premier plan dans le port et sera élu à plusieurs reprises président du tribunal de commerce. Louis Reynaud sort dès l’année suivante de l’association. Et il forme le 17 juillet 1837 une maison de banque avec la commandite de son père et de son beau-frère Pérignon et l'appui de son ancien commis, Barthélémy Avzanzini, qui sera la véritable cheville ouvrière de la banque. Reynaud est alors le premier banquier à s’établir à Sète « dont toutes les négociations passaient auparavant par Montpellier » depuis l’expérience malheureuse de la maison Nouguier au moment de la Révolution. « Les affaires de banque et d’escompte à Cette » sont les seules activités commerciales de sa maison, et elles sont rapidement florissantes. « Le commerce de Cette prenant aujourd’hui, écrit en 1841 l’inspecteur de la Banque de France, beaucoup d’accroissement, l’établissement de M. Reynaud présente une utilité réciproque ». Dès 1839, une banque protestante est venue offrir des services similaires aux siens à l’initiative de Tissié-Sarrus et de son ancien commis Antoine Martin. L’année suivante, au renouvellement de sa société, Louis Reynaud a ajouté à son objet qu’il « pourra être entrepris des opérations de toute nature, mais sous la condition expresse du consentement unanime des trois associés ». Ses commanditaires ont toujours droit à 40 % des bénéfices, part réduite à 25 % en 1845. Le même mois, il reprend la fonction de gérant de l’Entrepôt des douanes de Sète auparavant occupée par son père. Toujours la même année, il soumissionne au nom de la Cie des abattoirs de la ville de Sète au près de l’administration militaire dans laquelle il est notamment associé aux frères Gaffinel. Et il fonde avec Charles Huc et Adolphe Gervais, beau-frère de son frère aîné Saint-Hilaire Reynaud l’établissement des bains de mer de Sète. En 1845-1846, il participe à la société pour l’établissement de bateaux à vapeur de Sète à Alger, dont il devient l'un des dix administrateurs. L’inspecteur de la Banque de France juge en 1845 qu’il a « certainement beaucoup contribué à la prospérité du commerce de Sète par les facilités qu’il lui a données ».

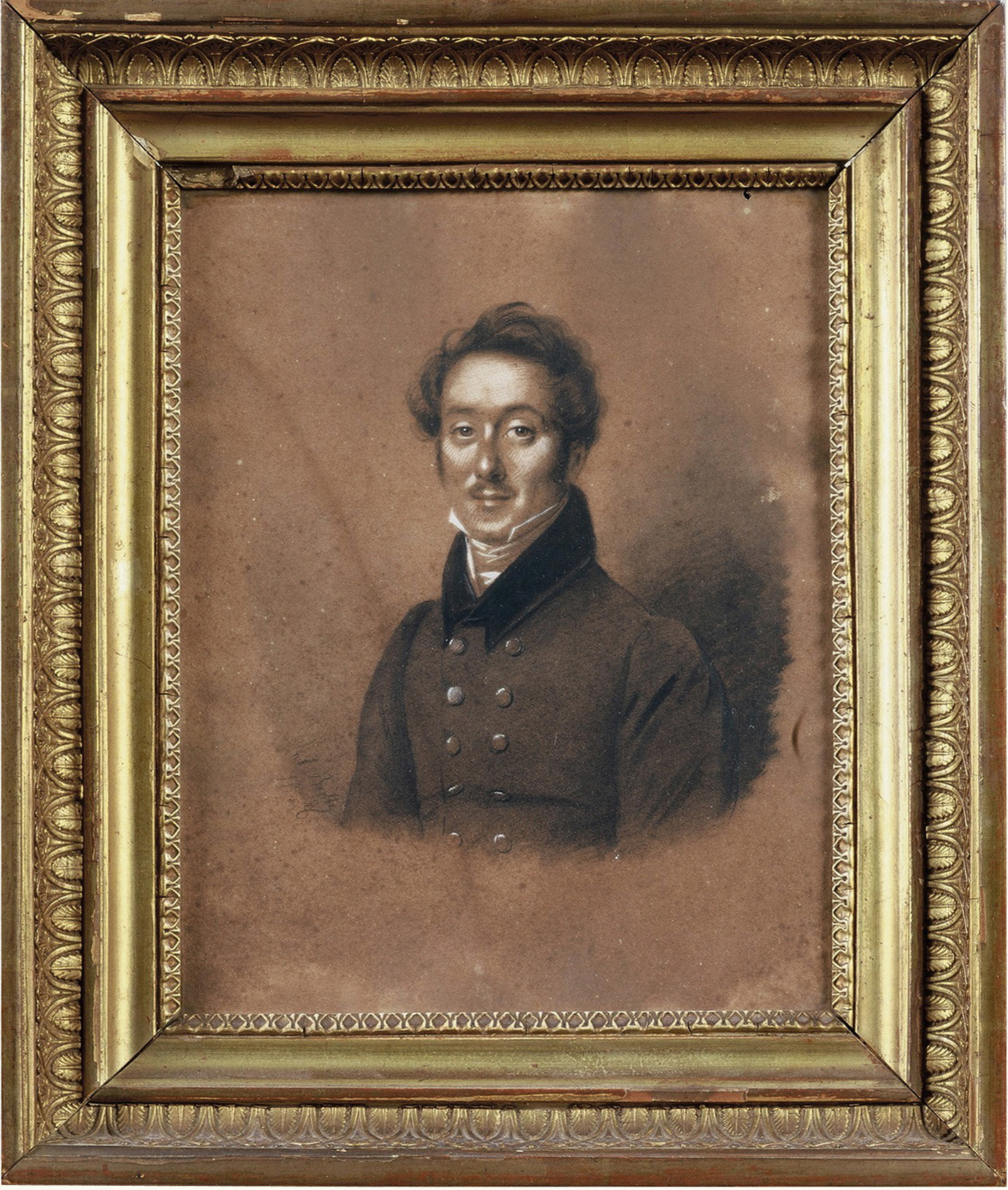
Saint-Hilaire Reynaud par Jules Boilly (1828)

Jugé actif et intelligent, il s’appuie sur plusieurs banquiers de Montpellier et particulièrement sur les maisons Durand et Gay frères & fils par lesquelles passent plus de la moitié et le quart de son papier en 1845. Cette précaution ne lui évite pas de succomber lors de la crise de 1848. En début d’année, Léonce Bonjean, cousin germain de sa femme et Emile Doumet-Bonjean tentent de le soutenir par un prêt de 80 000 F chacun mais sans résultat. Sa société de banque est dissoute en mai. Il ne peut échapper à la liquidation mais il la réalise conjointement à celle d’Achille Durand de Montpellier : les deux maisons se présentent ensemble pour solliciter et obtenir un prêt de la Banque de France. Louis Reynaud fournit 500 000 F de garanties constituées par 250 000 F d’hypothèques sur sa maison, 200 000 F garantis par son beau-frère Pérignon et 50 000 F formant la valeur des 100 actions qu’il détient sur le bateau Le Languedoc. Elles couvrent à peine la perte réalisée sur les effets encore en circulation.
Il rebondit fin 1849 en recréant une société de banque dans laquelle les sommes dues à sa belle-mère sont converties en commandite. L’objet en est étroitement délimité à « toute opération de banque, recouvrement, escompte et commission de banque ». L’entreprise est prorogée au décès de Rose Bonjean, son épouse se substituant seulement à elle en qualité d’héritière. En 1863, elle dispose d’un capital de 300 000 F. Jugée rétablie, elle apparaît « en bonne voie ». Mais elle est doit s’arréter en février 1866. Elle est liquidée le 14 mai et elle concorde avec ses créanciers à 55 ou 60%. L’immeuble qu’elle avait acquis sur le quai de Bosc, n°13, en 1854, est vendu, de même que le domaine d’agrément situé dans le quartier du Mas neuf acquis en 1858. Ses liquidateurs, au premier rang desquels se trouve André Péridier, vont immédiatement créer une nouvelle banque dans la ville sous le nom de Crédit Cettois.
Louis Reynaud s'établit par la suite à Castres où il est nommé directeur de la succursale de la Banque de France, abandonnant toute activité de banque en son nom propre. Au décès de son épouse en 1880, il se retire à Moulins chez sa fille Amélie, épouse de Napoléon Doumet-Adanson, établis dans leur domaine de Balaine. Il décède à Moulins le 29 avril 1889 et est enterré au cimetière marin de Sète dans le caveau de famille des Reynaud.

## Famille
De son mariage célébré à Sète en 1825 avec sa cousine germaine Amélie Reynaud (1805-1880) sont nés neuf enfants :
- Cécile Reynaud (1826-1918), épouse à Sète en 1848 le vicomte Charles de Vallat (1816-1884), diplomate, commandeur de la Légion d'honneur, grand-officier de l'ordre de Charles III d'Espagne, fils de Frédéric de Vallat, propriétaire à Montpellier, chevalier de la Légion d'honneur et de Joséphine Barthélémy ; sans postérité (Berthe de Clerq, fille d'Alexandre de Clerq, filleule du vte de Vallat, leur légataire universelle épouse en 1876 Maurice Vignon- descendance Vignon et alliances Lemoyne de Sainte-Marie, Marin de Montmarin)
- Alfred Reynaud (1828-1900), 4e baron Reynaud, officier de cavalerie (retiré à Saint-Eugène en Algérie), chevalier de la Légion d'honneur, épouse à Saint-Eugène en 1877 Antoinette Lacoste (1837-?) ; sans postérité
- Marie Reynaud (1830-1865), épouse à Sète en 1851 Wilhelm Frederich (1827-1898), négociant originaire de Lunebourg en Basse-Saxe (ancien royaume de Hanovre), consul de Suède et de Norvège à Sète, chevalier de l'ordre de Vasa (Suède) , fils de Jacques Frederich et de Dorothée Heÿne ; d'où postérité (Amélie, épouse Isidore d'Ax de Vaudricourt ; alliances Frederich, Lannes de Montebello, Delteil, Lescar)
- Amélie Reynaud (1832-1896), épouse en 1856 Paul-Napoléon Doumet-Adanson (1834-1897), naturaliste, maire de Sète, chevalier de la Légion d'honneur et de l'ordre tunisien du Nichan Iftikhar, fils d'Emile-Auguste Doumet, ancien maire de Sète, ancien député de l'Hérault, commandeur de la Légion d'honneur et de Félicie Jubé de La Perelle ; d'où postérité (Louise Doumet-Adanson, épouse Guillaume de Rocquigny ; alliances de La Marque, du Baré de Limé et Perrin de Boislaville)
- Hilaire Reynaud (1834-1835)
- Timoléon Reynaud (1837-1882), officier de cavalerie ; sans postérité
- Albert Reynaud (1839-1892), négociant à Sète, épouse en 1865 Flora Poinsot (1846-1892), fille de Pamphile Poinsot, propriétaire, maire de Gigean et de Marie Anterrieu (de la famille du général baron Pierre Poinsot de Chansac) ; d'où postérité (Louis † en bas âge, Edouard, 6e baron Reynaud et Emile, 7e et dernier baron Reynaud)
- Anatole Reynaud (1842-1891), négociant
- Louis Reynaud (1843-1908), 5e baron Reynaud, diplomate, officier de la Légion d'honneur, commandeur de l'ordre de Charles III d'Espagne, épouse à Toulouse en 1874 Marie Bernadou (1849-1923), fille de Léon Bernadou et de Hermence Labatut ; d'où postérité (Suzanne, Madeleine, Marie-Louise et Geneviève)

## Activités politiques
Louis Reynaud incarne pleinement la grande notabilité de la fin du règne de Louis-Philippe et l'intrication des rôles politiques, administratifs et économiques. Il participe à la vie politique locale dès le début des années 1830, élu à la municipalité en 1832.
Il devient conseiller général de l'Hérault dès 1838, vice-président de la commission administrative de l’hospice de Sète et il le reste jusqu’en 1853. Élu au conseil municipal en 1832 à 1855, il devient maire de Sète de 1843 à 1848. Il fut élu, le 1er août 1846, député du 2d collège de l'Hérault (Montpellier), prenant place au centre, parmi les partisans du gouvernement de Louis-Philippe, et soutint la politique de Guizot jusqu'à la Révolution française de 1848, qui le rendit définitivement à la vie privée.

## Sources
- « Louis-Barthélémy Reynaud », dans Adolphe Robert et Gaston Cougny, Dictionnaire des parlementaires français, Edgar Bourloton, 1889-1891 [détail de l’édition]